# Ignacew Podleśny
Ignacew Podleśny [pronunciación en polaco: /iɡˈnat͡sɛf pɔdˈlɛɕnɨ/] es un pueblo ubicado en el distrito administrativo de Gmina Parzęczew, dentro del Distrito de Zgierz, Voivodato de Łódź, en Polonia central. Se encuentra aproximadamente a 3 kilómetros al sur de Parzęczew, a 16 kilómetros al noroeste de Zgierz, y a 23 kilómetros al noroeste de la capital regional Łódź.
El pueblo tiene una población de 30 habitantes.